# Лазурно море (курорт)
Лазурно море е курорт на българското черноморско крайбрежие. Намира се в непосредствена близост до къмпинг Юг, край с. Лозенец, община Царево, Бургаска област.
Включва:
- хотел „Морско конче“ – категория 4 звезди, разположен на първа линия до морето, с 57 стандартни двойни стаи и 2 апартамента, басейн, ресторант, пиано бар[1];
- къмпинг – с бунгала, места за каравани и палатки[2].